# Károly Grósz

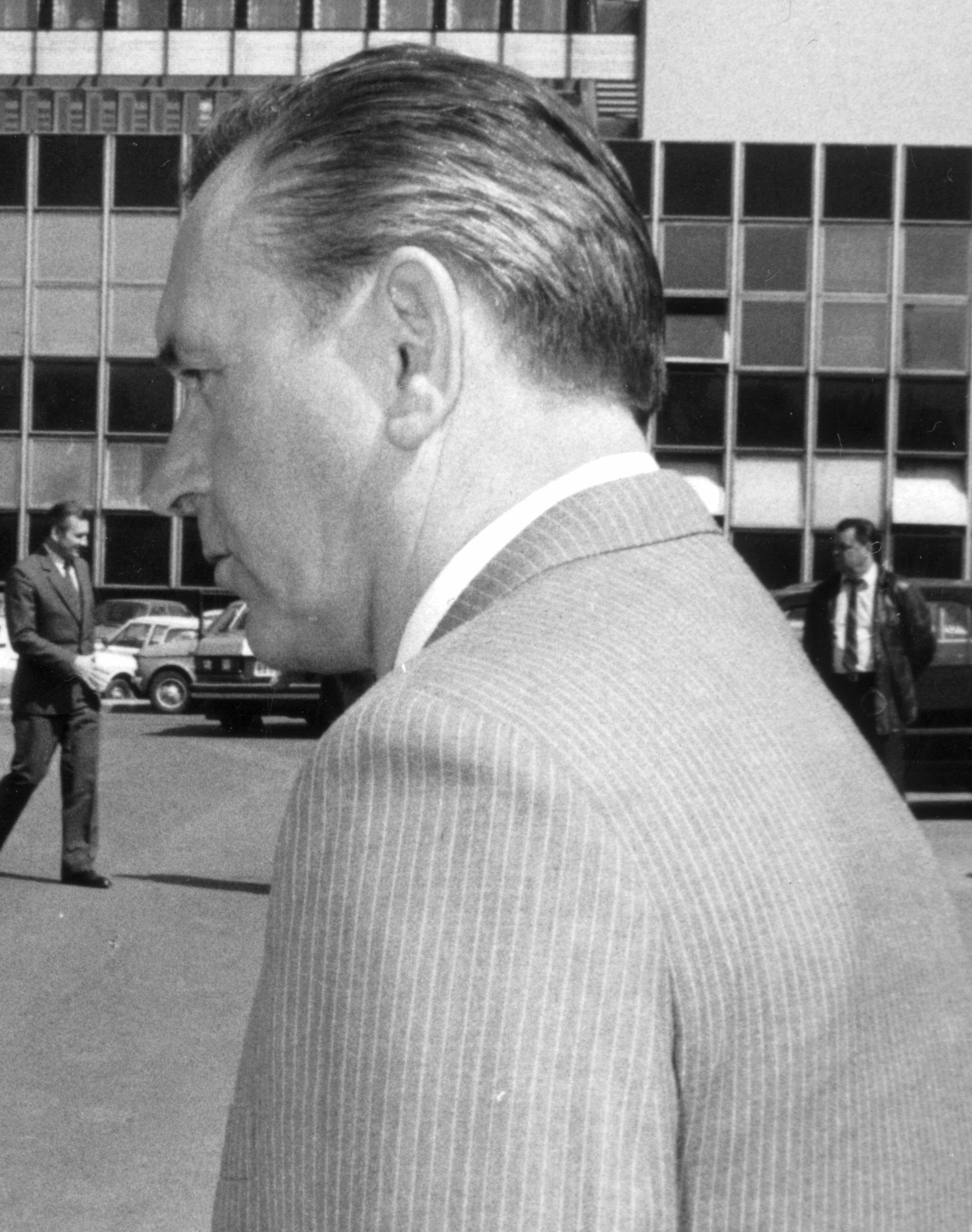
Károly Grósz

Károly Grósz [ˈkaːroj ˈɡroːs] (Miskolc, 1 augustus 1930 - Gödöllő , 7 januari 1996) was een Hongaarse communistische politicus, minister-president van de Volksrepubliek Hongarije en secretaris-generaal van de Hongaarse Socialistische Arbeiderspartij (MSZMP).
Grósz werd geboren in Miskolc, Hongarije. In 1945 sloot hij zich op 14-jarige leeftijd aan bij de communistische partij. In 1949 namen de communisten de volledige macht over. Grósz maakte snel carrière in de communistische partij en werd een belangrijke partijleider in zijn geboorteregio. In 1974 werd hij benoemd tot hoofd van de afdeling propaganda van de regerende MSZMP.
In 1979 werd Grósz was verkozen tot eerste secretaris van het partijcomité. In 1984 werd hij vervolgens voorzitter van het partijcomité in Boedapest. Bij het volgende partijcongres in 1985 werd hij lid van het politbureau en in 1987 werd hij benoemd tot premier van Hongarije (voorzitter van de ministerraad van de republiek Hongarije) om daarmee György Lázár op te volgen, die deze functie voor meer dan elf jaren had vervuld. De benoeming van de jongere en energiekere Grósz werd zowel in het binnenland als in het buitenland toegejuicht.
Toen Hongarije werd geconfronteerd met economische problemen en groeiende onvrede, besloot de ouder wordende partijleider János Kádár af te treden, hoewel hij oorspronkelijk van plan was tot 1990 in functie te blijven. In mei 1988 werd een partijconferentie belegd, waarin op 22 mei Károly Grósz op aanbeveling van Kadar werd gekozen tot secretaris-generaal van de partij.
Grósz bleef premier tot later dat jaar, toen hij werd opgevolgd door Miklós Németh, een vertegenwoordiger van de radicale hervormingsbeweging. Grósz was voorstander van gematigde veranderingen op politiek en economisch terrein met het doel om een voorzichtige hervorming van het socialisme te bewerkstelligen zonder af te doen aan de basis. Hij noemde dit graag een 'modelverandering' (dat wil zeggen hervormingen en verfijningen binnen het communistische kader), in tegenstelling tot een gehele "systeemverandering", dat wil zeggen de vervanging van het communisme door een westers systeem.
Zijn lot was bezegeld toen hij instemde met een vergadering met de Roemeense leider Nicolae Ceaușescu om te overleggen wat ze moesten doen met het grote aantal etnische Hongaren die Roemenië waren ontvlucht. Veel partijgenoten van Grósz vonden dat hij Ceaușescu te veel vertrouwde.
Vervolgens probeerde hij de radicale veranderingen in zijn land zowel te vertragen, als te stoppen of terug te draaien. Ook verzette hij zich tegen de rehabilitatie van de geëxecuteerde Imre Nagy, die premier was gedurende de Hongaarse Opstand van 1956.
Sovjet-KGB-chef Vladimir Krjoetsjkov had een dossier met belastende KGB-documenten, zowel echte als valse, gestuurd naar de secretaris-generaal van de Communistische Partij van de Sovjet-Unie Michail Gorbatsjov gestuurd op vrijdag 16 juni 1989 - dezelfde dag dat honderdduizenden Hongaren zich hadden verzameld in Hösök tere ('Heldenplein') in Boedapest om de ceremoniële herbegrafenis bij te wonen van Nagy en verschillende andere leiders van de Hongaarse Opstand van 1956, die in 1958 waren veroordeeld en geëxecuteerd.
Toen in februari 1993 Krjoetsjkov's geheime brief aan Gorbatsjov werd gepubliceerd in de Italiaanse krant La Stampa, gaf Grósz de daaropvolgende maand een interview aan de Hongaarse krant Népszabadsag waarin hij erkende dat Nagy inderdaad voor de geheime politie van de Sovjet-Unie had gewerkt in de jaren 30 en begin jaren 40.
In de loop van 1989 werd Grósz steeds meer vergezeld door radicale hervormers binnen de partij, zoals Németh, Rezsö Nyers, Gyula Horn en Imre Pozsgay. In de zomer van 1989 werd hij lid van een vierpersoons collectief voorzitterschap van de MSZMP, voorgezeten door Nyers. Grósz was tegen de neiging van de hervormers om de partij te veranderen in een sociaaldemocratische partij in West-Europese stijl. Hij bleef algemeen secretaris tot 7 oktober 1989, toen de partij zichzelf veranderde in de Hongaarse Socialistische Partij.
De harde kern van de communistische factie, geleid door Grósz, werd verslagen bij het congres en maakten een doorstart in de nieuwe Hongaarse Socialistische Arbeiderspartij in december 1989, met Grósz als haar eerste voorzitter. Deze partij lukte het niet om een zetel in het parlement te verkrijgen in de eerste verkiezingen van het nieuwe meerpartijenstelsel in de nieuw gevormde republiek Hongarije. Deze verkiezingen vonden plaats op 25 maart 1990.
Op 7 januari 1996 overleed Grósz op 65-jarige leeftijd aan niercelkanker.